# Автоматизована банківська система
Автоматизована Банківська Система (АБС або core banking) — загальновживаний термін, що зазвичай означає комплекс комп’ютерних програм або програмну систему, яка призначена для комплексної автоматизації банківської діяльності, є повноцінним інструментом ведення банківського бізнесу та дозволяє автоматизувати широкий спектр бізнес-процесів і фінансових інструментів банку.

## Утворення терміну
Термін АБС використовується як переклад англомовного терміну Core Banking System, та насправді дещо відрізняється за значенням. Англійська назва складається з абревіатури CORE ("centralized online real-time environment") - яку можна перекласти як "централізоване середовище що знаходиться в (комп’ютерній) мережі та працює в режимі реального часу", прикметника banking - що означає банківський (-ке середовище) та іменника system - система. Оскільки абревіатура CORE вдало утворює англійське слово, яке перекладається як "ядро", "центральна частина комп’ютерної системи", термін core banking став дуже містким за сенсом та поширеним за вживанням у банківському середовищі. Натомість термін АБС набув ширшого ужитку та може вживатись як відносно до online (системи, що потребує наявності мережі для свого функціонування), так і відносно offline (системи, що не потребує наявності мережі) ПЗ.
На даний момент термін АБС став настільки уживаний, що його перекладають назад на англійську як ABS (англ. Automated Banking System), хоча такий англомовний термін не є ані нативним для англомовних країн в сенсі ужитку в предметній області, ані широко уживаним. Що, фактично, робить його існування ізольованим в межах України.

## Автоматизовані Банківські Системи України
1. АБС БАРС - Автоматизована банківська система БАРС з комплексним або індивідуальним підходом до клієнта, (англ. ABS BARS).                                                                                                            Розробник UNITY-BARS (Україна, Київ), https://www.unity-bars.com/ [Архівовано 21 жовтня 2020 у Wayback Machine.]
2. АБС Б2 (англ. B2 ABS). Розробник - харківська компанія "CS" (англ. CS Ltd). Система впроваджена у кожному другому банку в  Україні, посідаючи перше місце по поширеності. Сайт розробника: http://csltd.com.ua/ [Архівовано 3 травня 2019 у Wayback Machine.].
3. АБС "Скрудж" (англ. Scrooge ABS). Розробник - київська компанія "Лайм Системс" (англ. Lime Systems). Сайт розробника: http://lime-systems.com/ [Архівовано 27 травня 2019 у Wayback Machine.]
4. АБС Оракл ФлексКуб (англ. Oracle FLEXCUBE ABS). Розробник - київська компанія "ДАТАС Текнолоджі" (англ. DATAS Technology). Базується на RDBMS Oracle. Сайт розробника: https://www.datas-tech.com/ [Архівовано 7 червня 2019 у Wayback Machine.].
5. АБС «БІС ГРАНТ» (англ. «BIS GRANT» ABS). Розробник - харківська компанія "ТОВ СНВФ «АРГУС»" (англ. SRPF “ARGUS” Ltd.). Базується на RDBMS Oracle. Сайт розробника: http://www.banksoft.com.ua/ [Архівовано 28 травня 2019 у Wayback Machine.].
6. АБС «СР Банк» (англ. «SR-Bank» ABS). Розробник - Київська компанія "ТОВ СОФТ РЕВЮ ПРО". Базується на RDBMS Oracle. Сайт розробника: http://www.soft-review.com.ua [Архівовано 14 травня 2022 у Wayback Machine.].